# Fuhse
Fuhse er en flod i Niedersachsen i Tyskland og en af sidefloderne til Aller fra vest med en længde på 98 kilometer. Navnet blev stavet Fuse på kort fra 1800-tallet og tidligere, og man mener at det kommer fra det antikke navn Fosa efter den germanske stamme Fosi (eller omvendt).
Floden har sit udspring på vestsiden af Oderwald, ved foden af Harzen mellem Bad Harzburg og Wolfenbüttel. Kilden ligger i kommunen Flöthe nær Schladen, og herfra løber Fuhse vestover mod Salzgitter. Floden snor sig nordover og løber gennem Peine, Dollbergen og Uetze til Celle hvor den munder ud i Aller. Den vigtigste sideflod til Fuhse er Erse, som munder ud i Fuhse ved Uetze.
52°05′01″N 10°29′48″Ø / 52.083583°N 10.496647°Ø